# Салов, Владимир Николаевич
Вла́димир Никола́евич Са́лов (14 [26] ноября 1825, с. Богородское Голицыно, Пензенская губерния — 18 февраля [2 марта] 1890, Гельсингфорс, Великое княжество Финляндское) — военный деятель, генерал-лейтенант (1879). Двоюродный брат писателя И. А. Салова.

## Образование
Окончил Школу гвардейских подпрапорщиков и кавалерийских юнкеров (при Николаевском кавалерийском училище), первый офицерский чин получил 10 августа 1844 г.

## Прохождение службы
Участвовал в венгерской кампании 1849 и Крымской войне 1853-56 гг. C 16.11.1854 по 28.08.1855 находился в осаждённом Севастополе, участвовал в Кады-койском (Кадыкойском, Кадыкаойском) и Инкерманском сражениях (13, 24 октября 1854 г.) В 1861 г. в чине полковника командовал Селенгинским 41-м пехотным полком, с 1877 до 1890 г. — 24-й пехотной дивизией.
Участвовал в русско-турецкой войне 1877-78 гг. Майор (1852), подполковник (1855), полковник (1861), генерал-майор (23 октября 1869 г.), генерал-лейтенант (30 августа 1879 г.).

## Награды
- Орден святой Анны 3 степени с мечами и бантом (1854)
- золотая полусабля с надписью «За храбрость» (1855)
- Орден святого Станислава 2 степени с мечами (1855)
- Орден святого Владимира 4 степени с бантом за 25 лет беспорочной службы (1860)
- перстень с вензелем императора Александра Николаевича (1866)
- Орден святого Станислава 1 степени (1872)
- Орден святой Анны 1 степени с мечами (1878)
- золотая шпага, украшенная бриллиантами с надписью «За храбрость» (1878)
- Орден святого Владимира 2-й степени (1882)
- орден Белого орла (1885).